# Église Saint-Étienne de Loupes (Gironde)
Pour les articles homonymes, voir Église Saint-Étienne.
L'église Saint-Étienne est une église catholique située dans la commune de Loupes, dans le département de la Gironde, en France. Elle est inscrite à l'Inventaire général du patrimoine culturel.

## Localisation
L'église se trouve au sud-ouest du bourg, sur le chemin de l'église qui débute depuis la route départementale D671 qui mène à Créon.

## Historique
L'église Saint-Étienne est de style roman à chevet plat, construite au XIIIe siècle. Le bâtiment se compose d'un narthex en moyen appareil ajouré de deux arcades séparées par un pilier et une nef. L'étroite fenêtre du sanctuaire est typiquement romane.
Une sacristie était accolée à l'est du chevet au XVIIe siècle. Le clocher-mur, bâti en 1764, forme une grande arcade au milieu de la nef et se termine, pour sa partie aérienne, par un campanile à deux baies protégées par un auvent.
Les parties hautes de l'église sont restaurées et une nouvelle sacristie au sud de la nef et un porche sont construits au XIXe siècle.

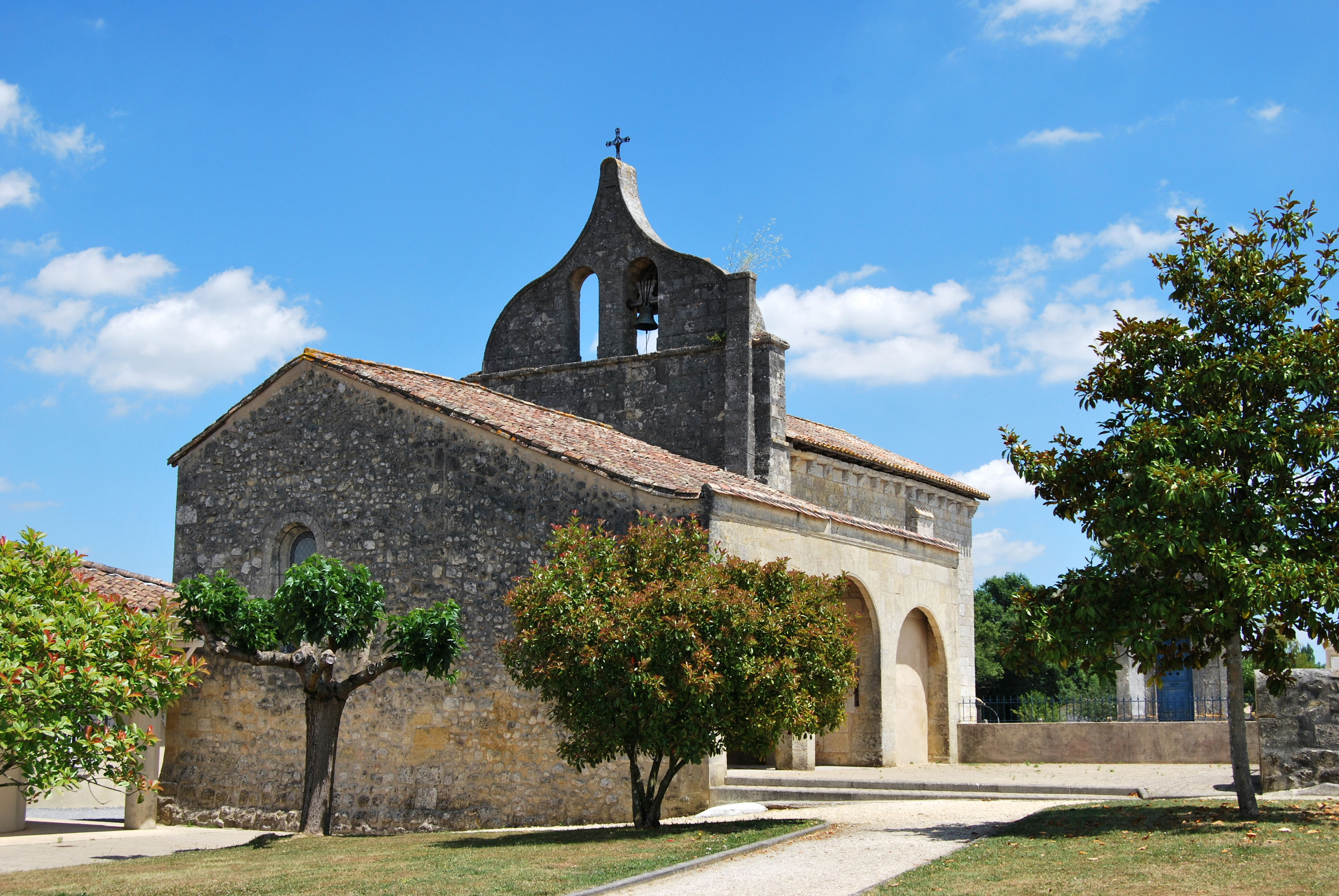
Vue de l'ouest
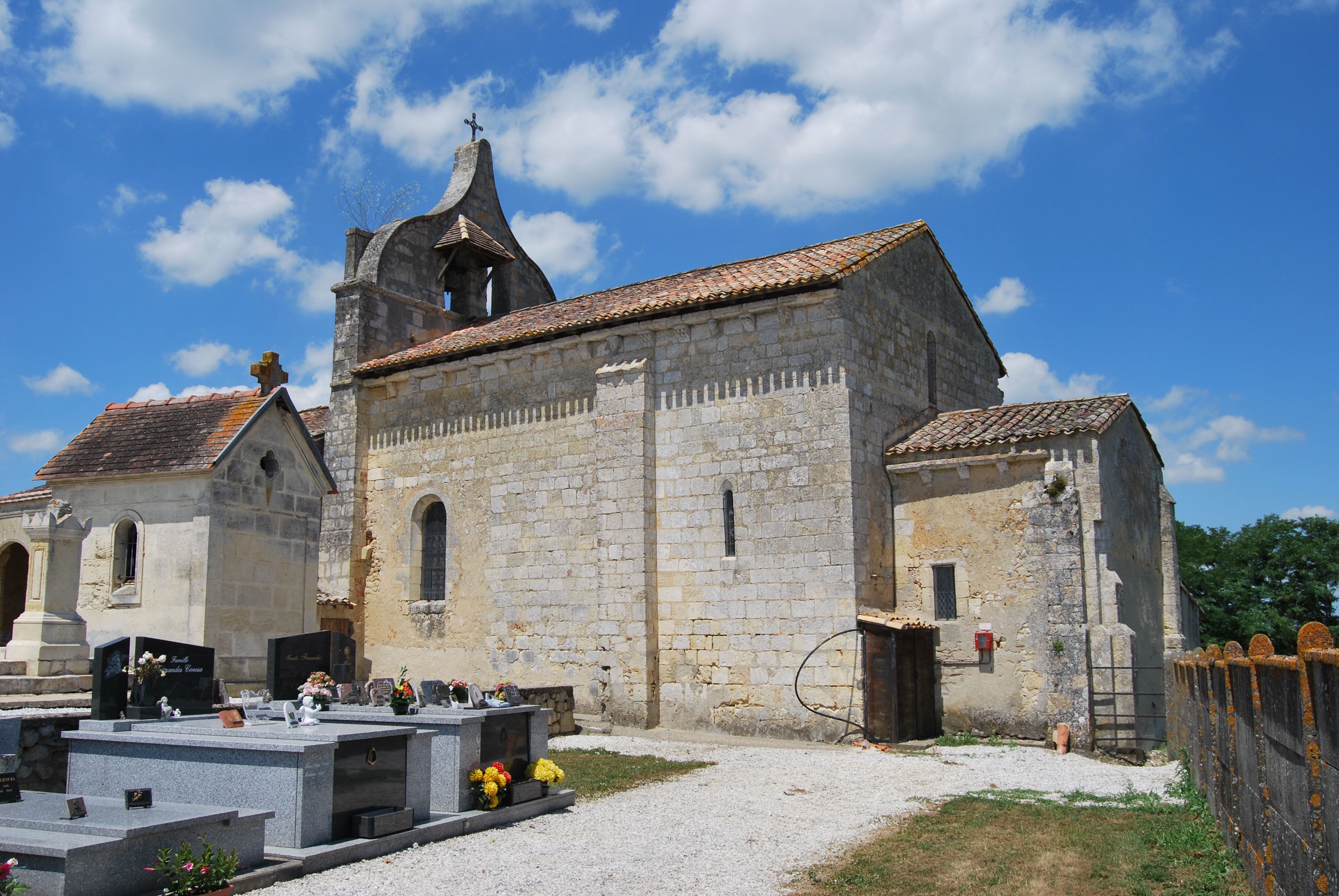
Vue du sud
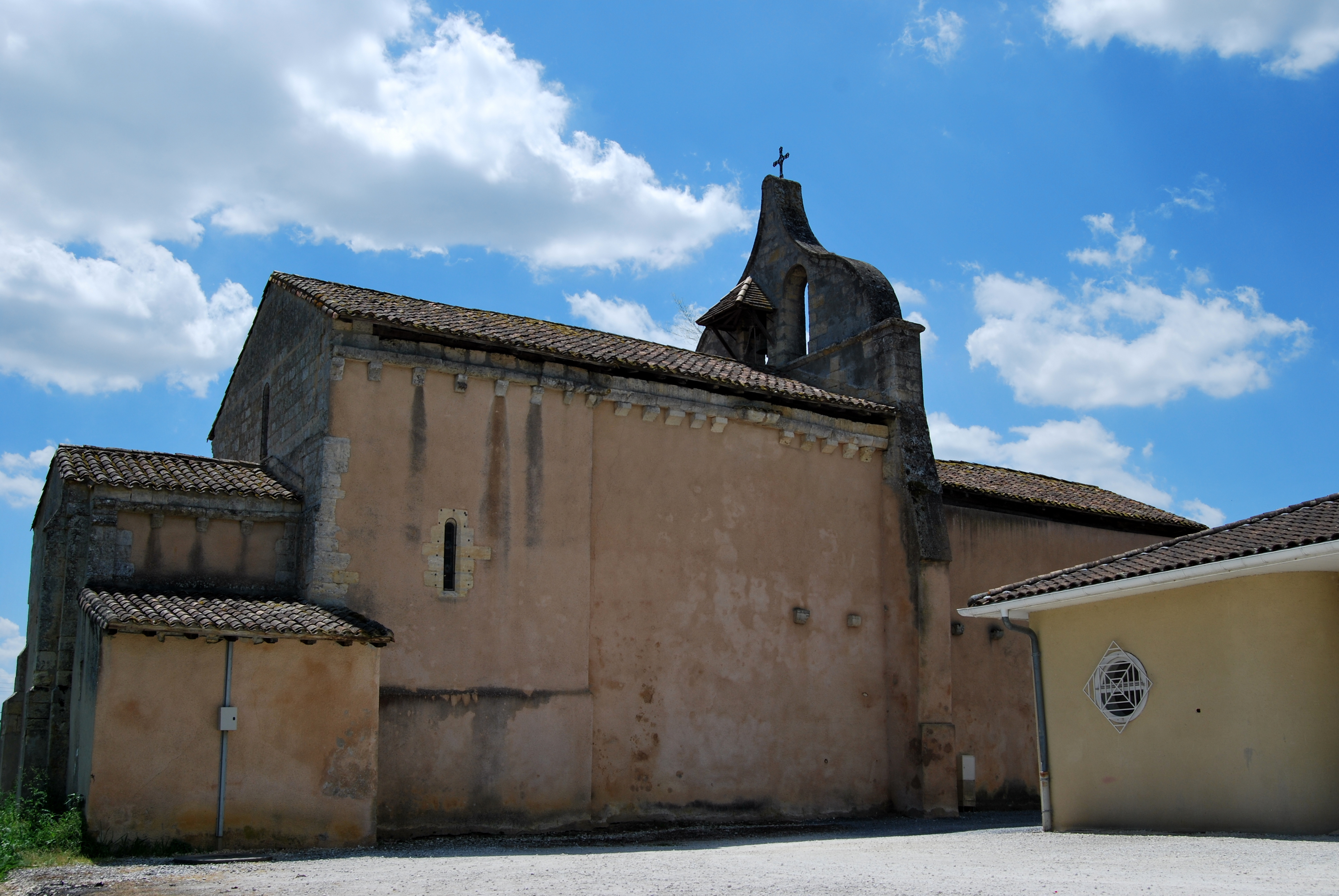
Vue du nord

Le portail, à voussures nues en plein-cintre, est encadré de colonnettes. Les chapiteaux portent un décor végétal très érodé.
Sur le mur sud du chevet se trouve un cadran canonial.
La croix de cimetière date du XVIIe siècle. Elle s'élève sur un fût à pans coupés, orné à la base de petites têtes sculptées. Ces têtes sont aujourd'hui très dégradées.

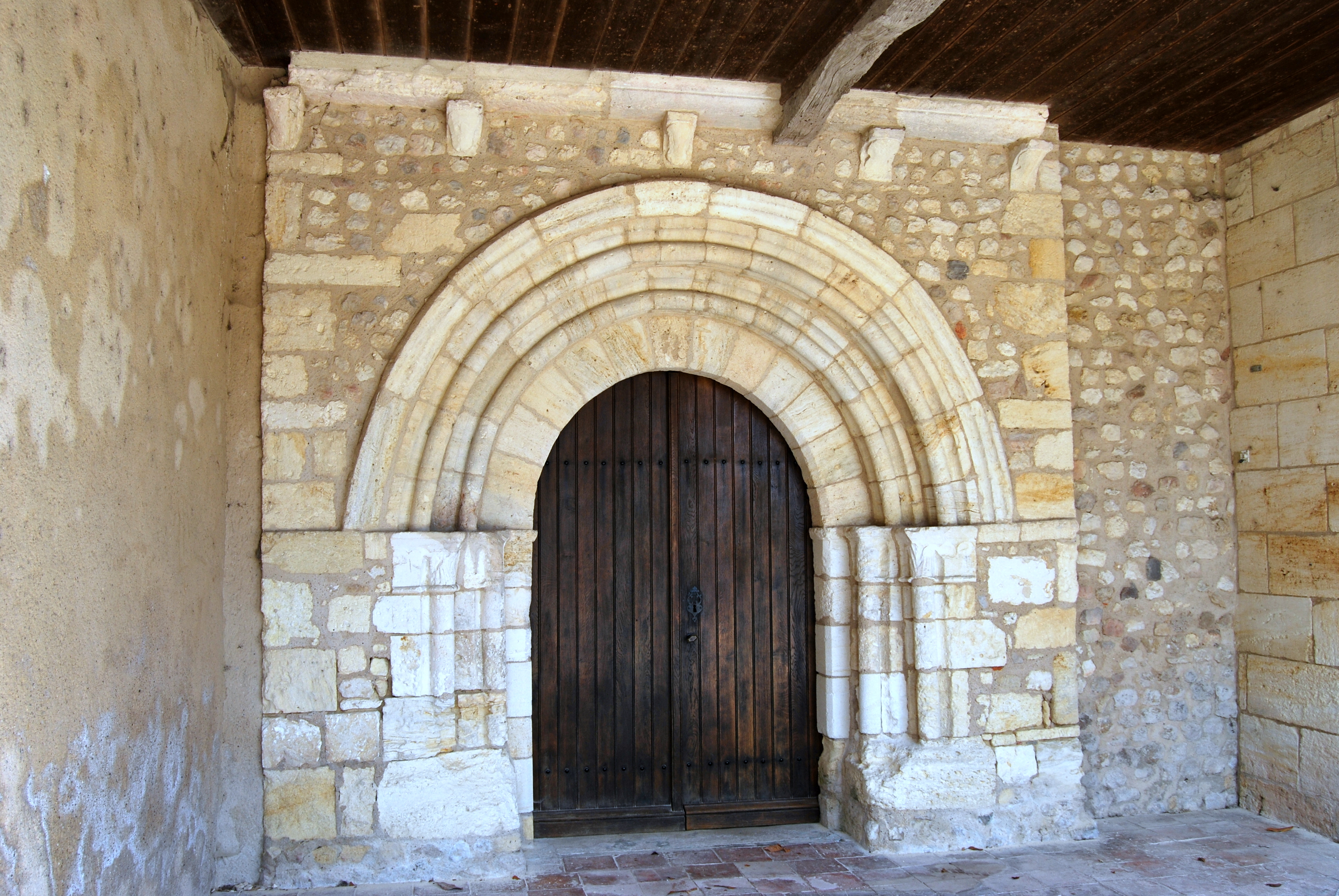
Portail
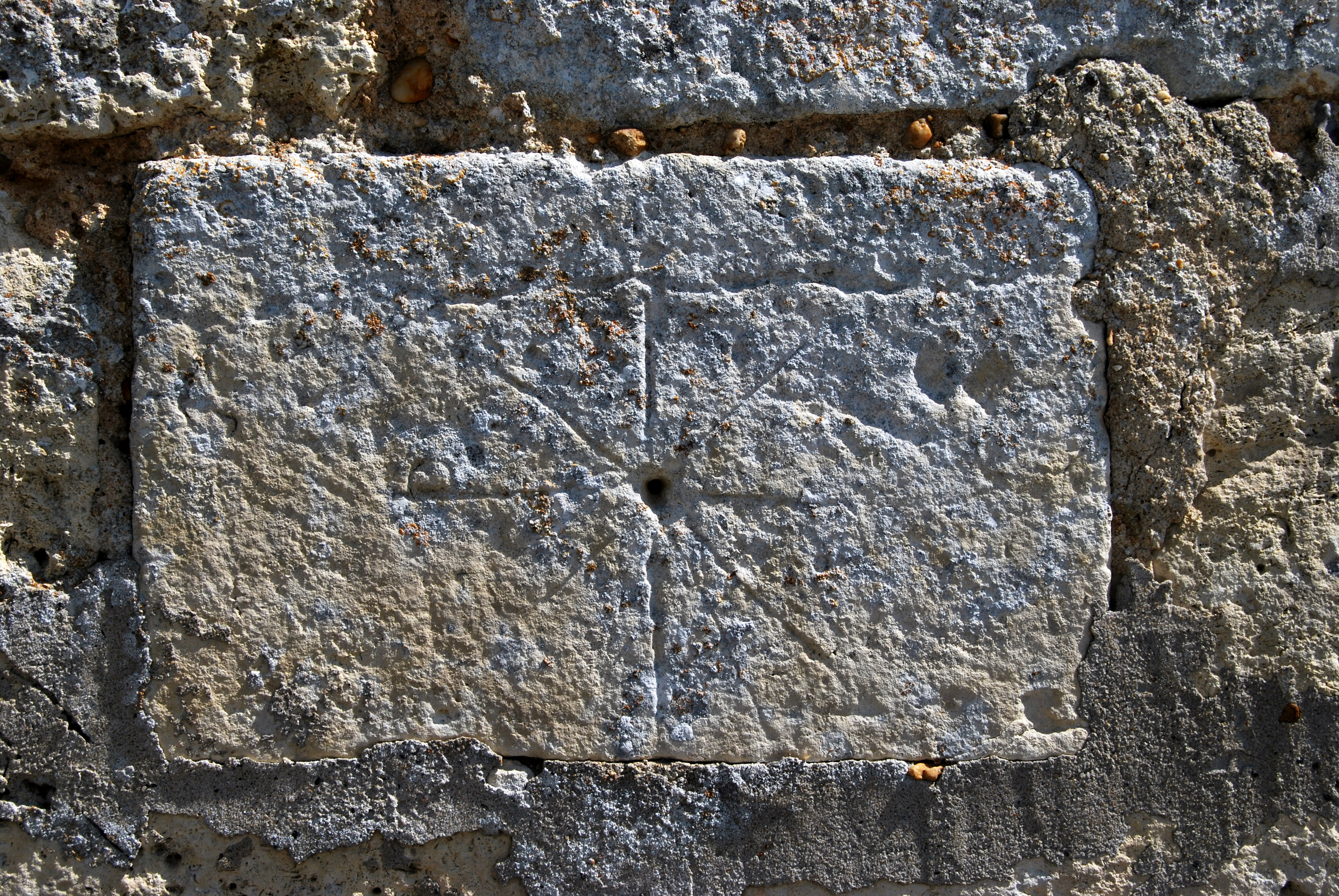
Cadran canonial
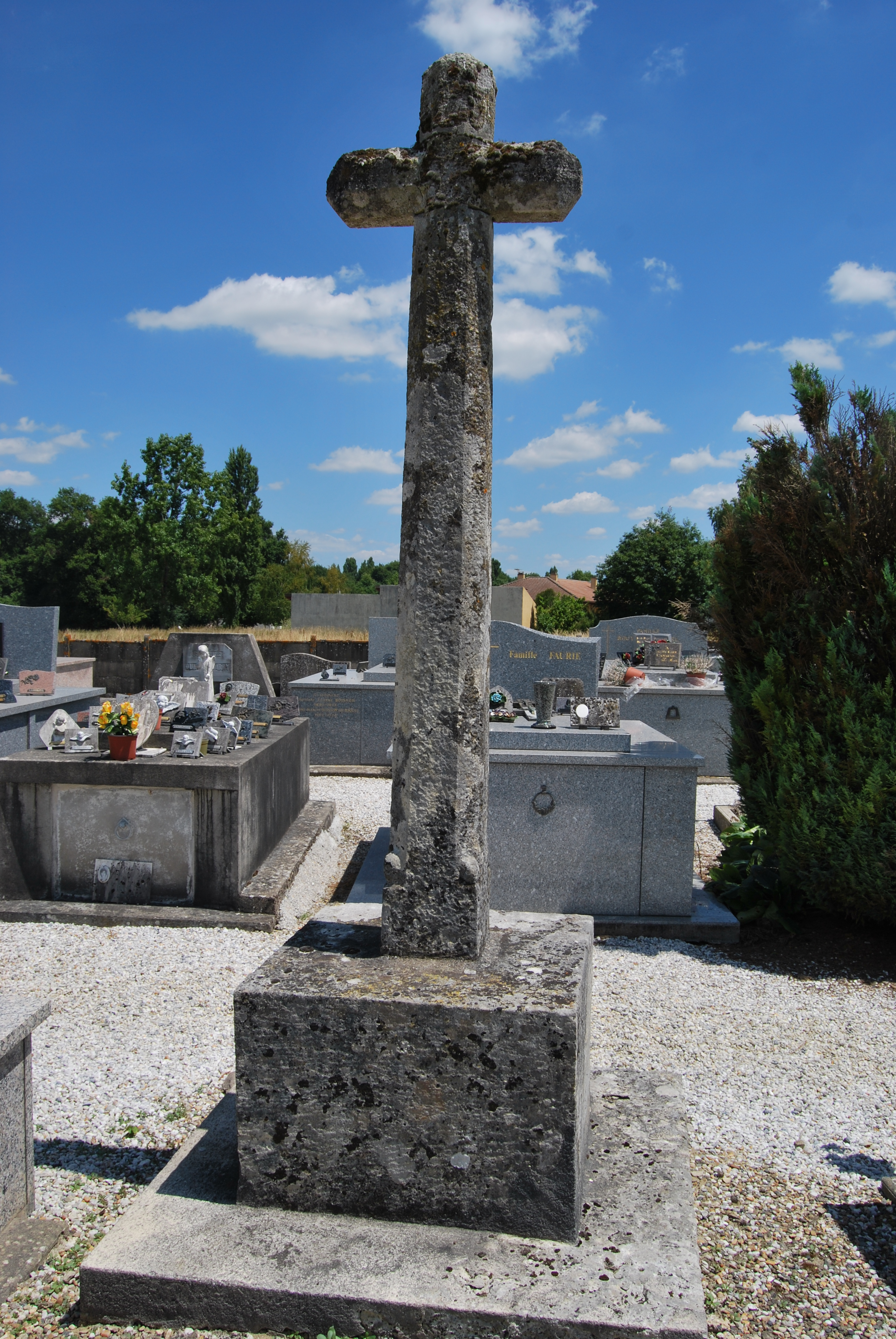
Croix de cimetière

La corniche des murs sud et nord repose sur des modillons sculptés. Il n'y a ni scènes historiées, ni personnages entiers, seulement de simples formes géométriques et têtes humaines, comme on en sculptait beaucoup au début du XIIIe siècle. L'époque où les modillons donnaient des leçons de moralité était révolue.

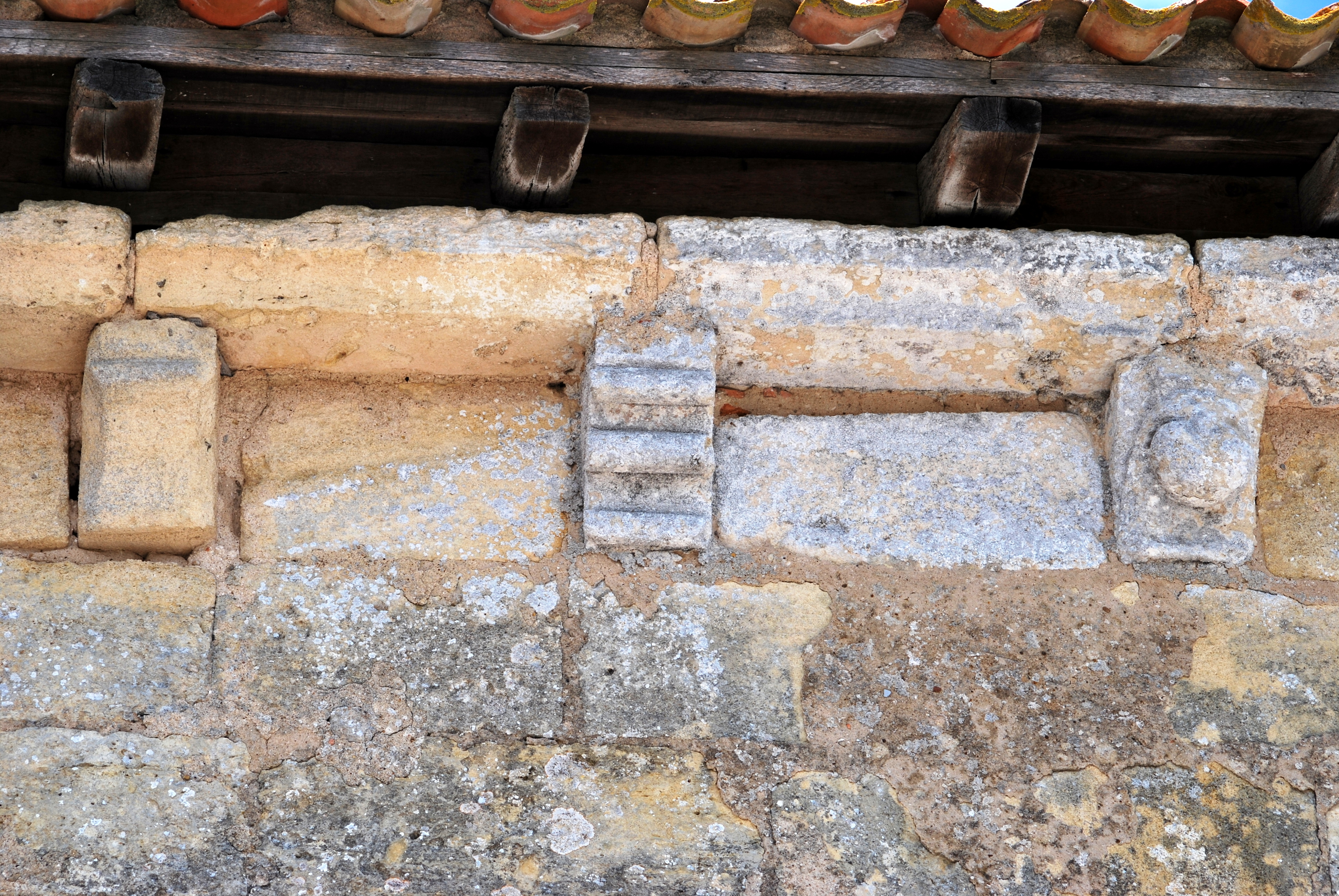
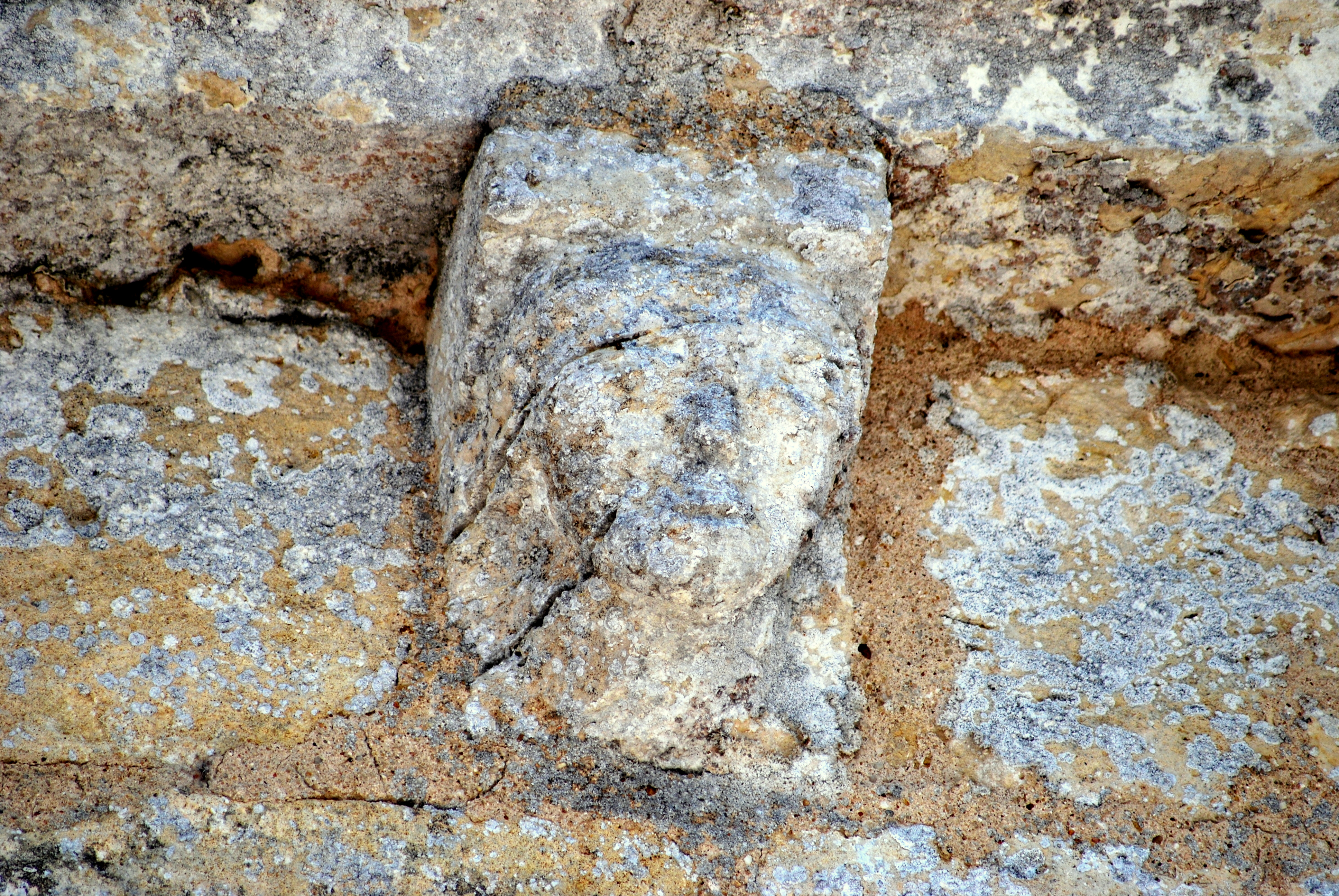
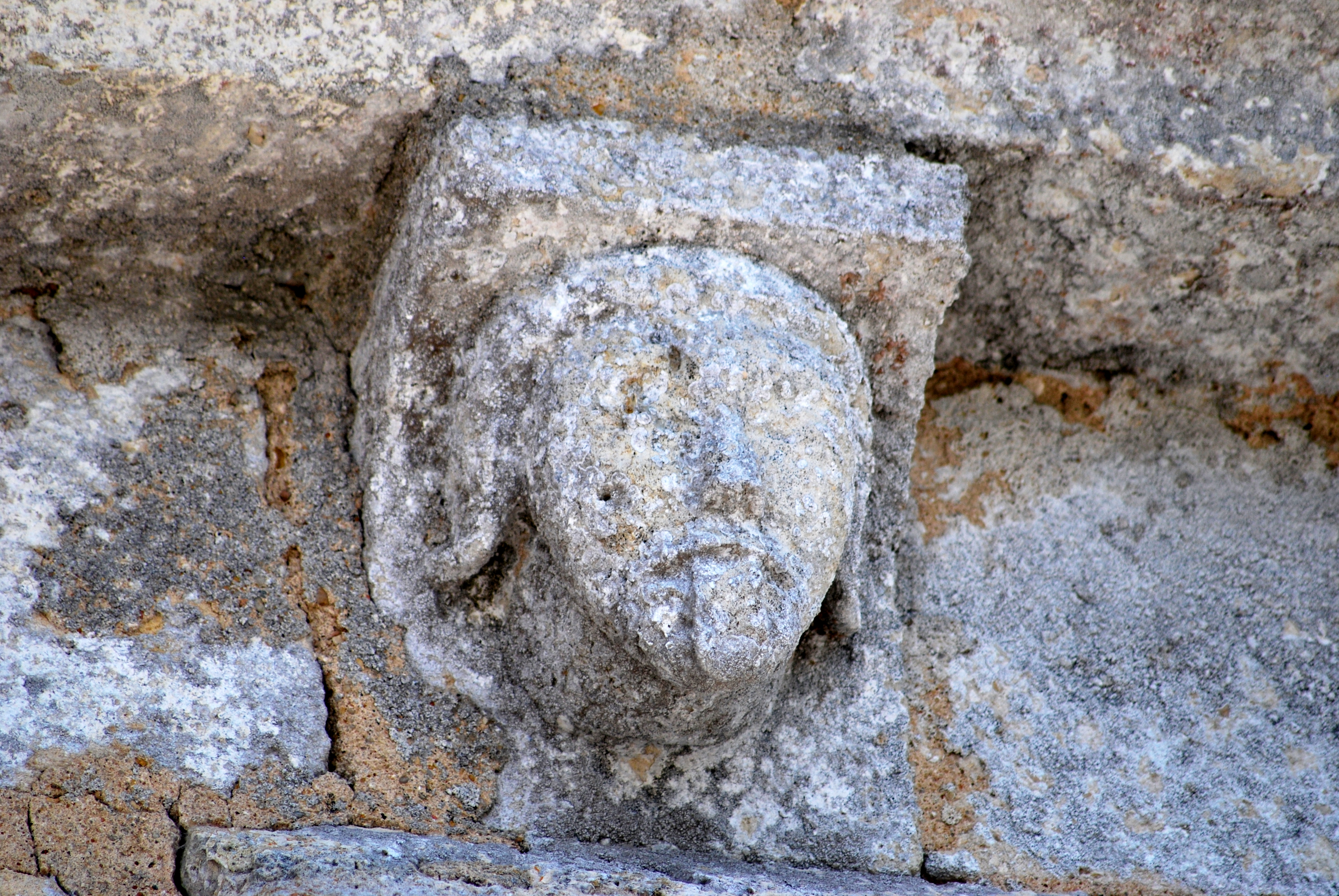
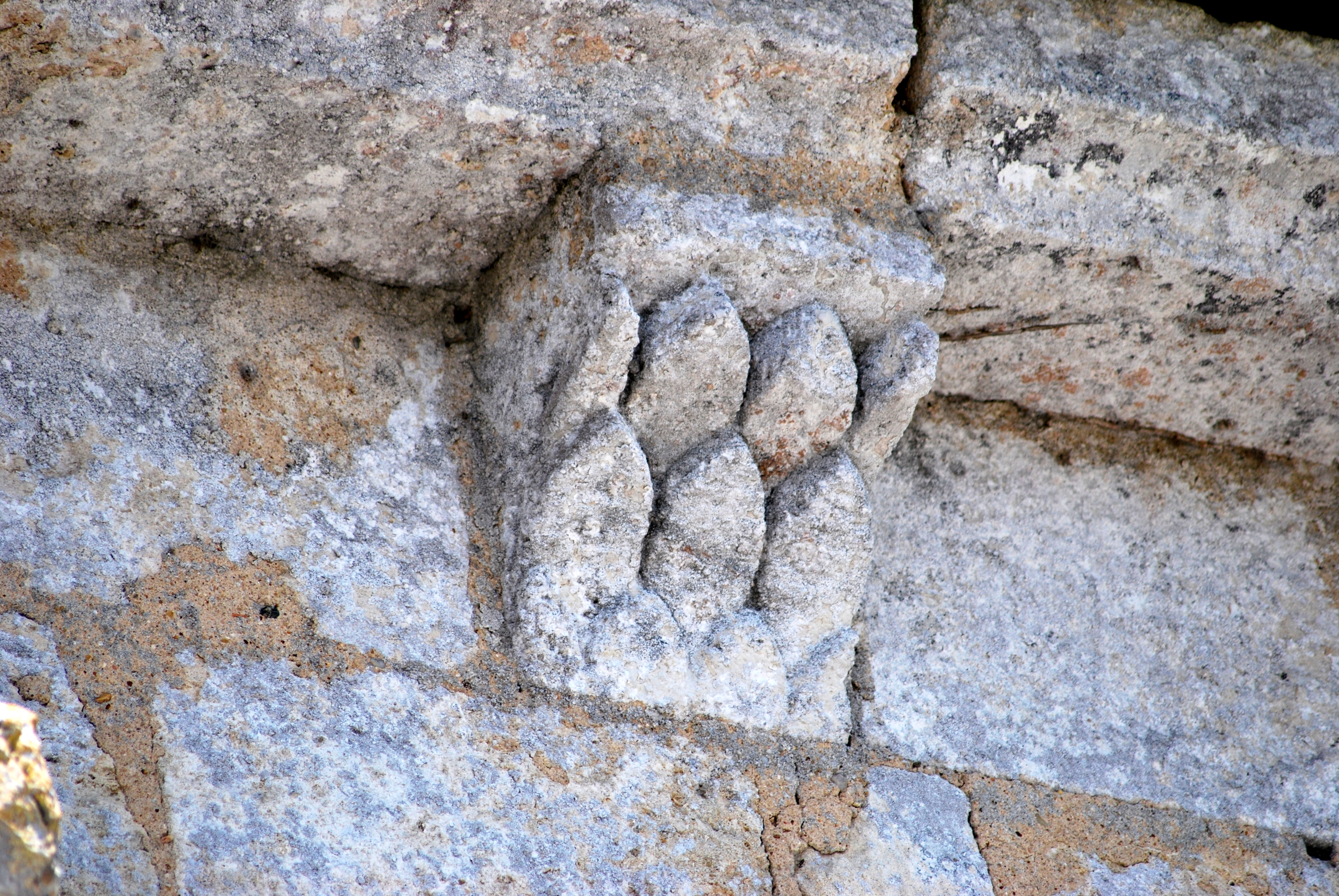
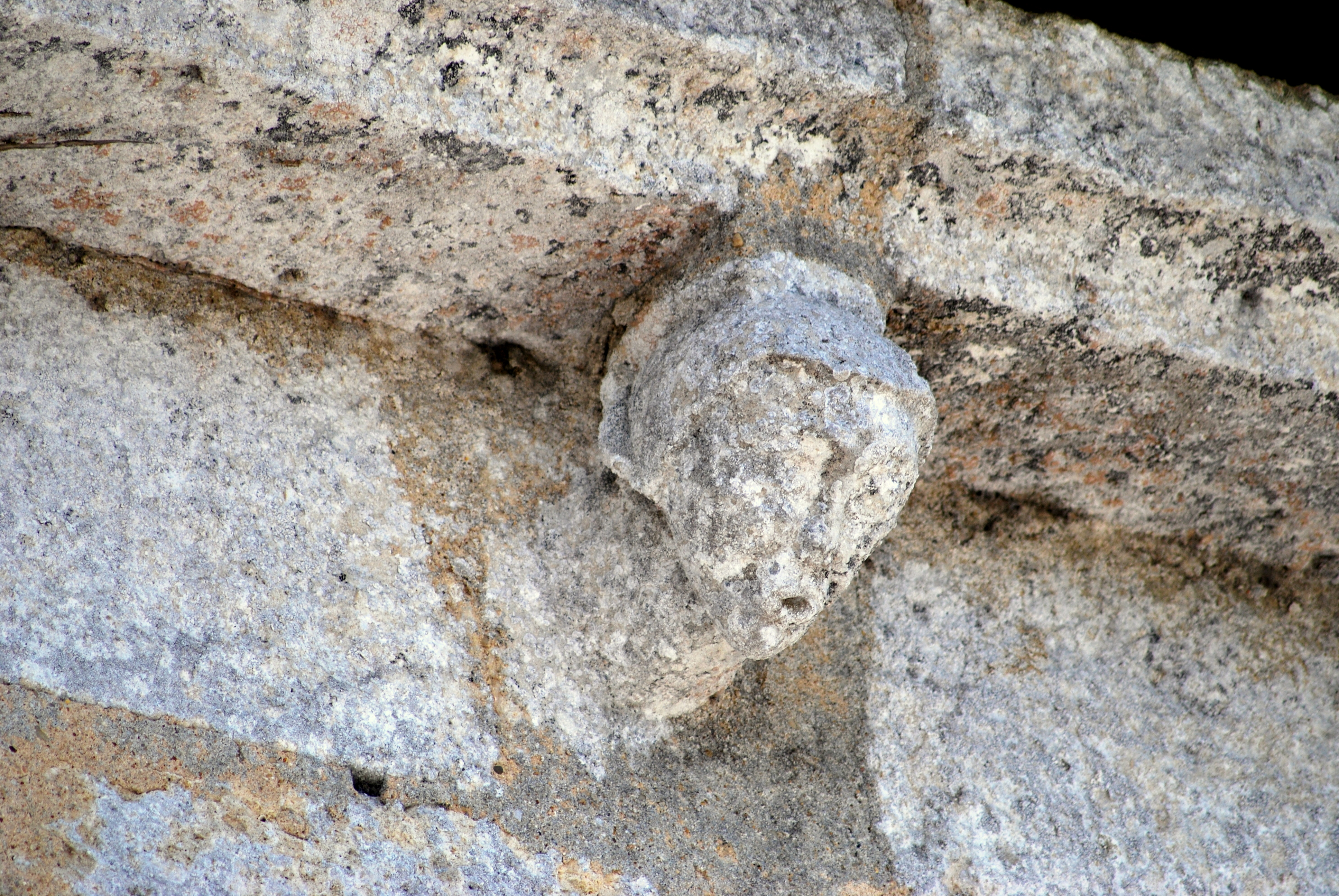
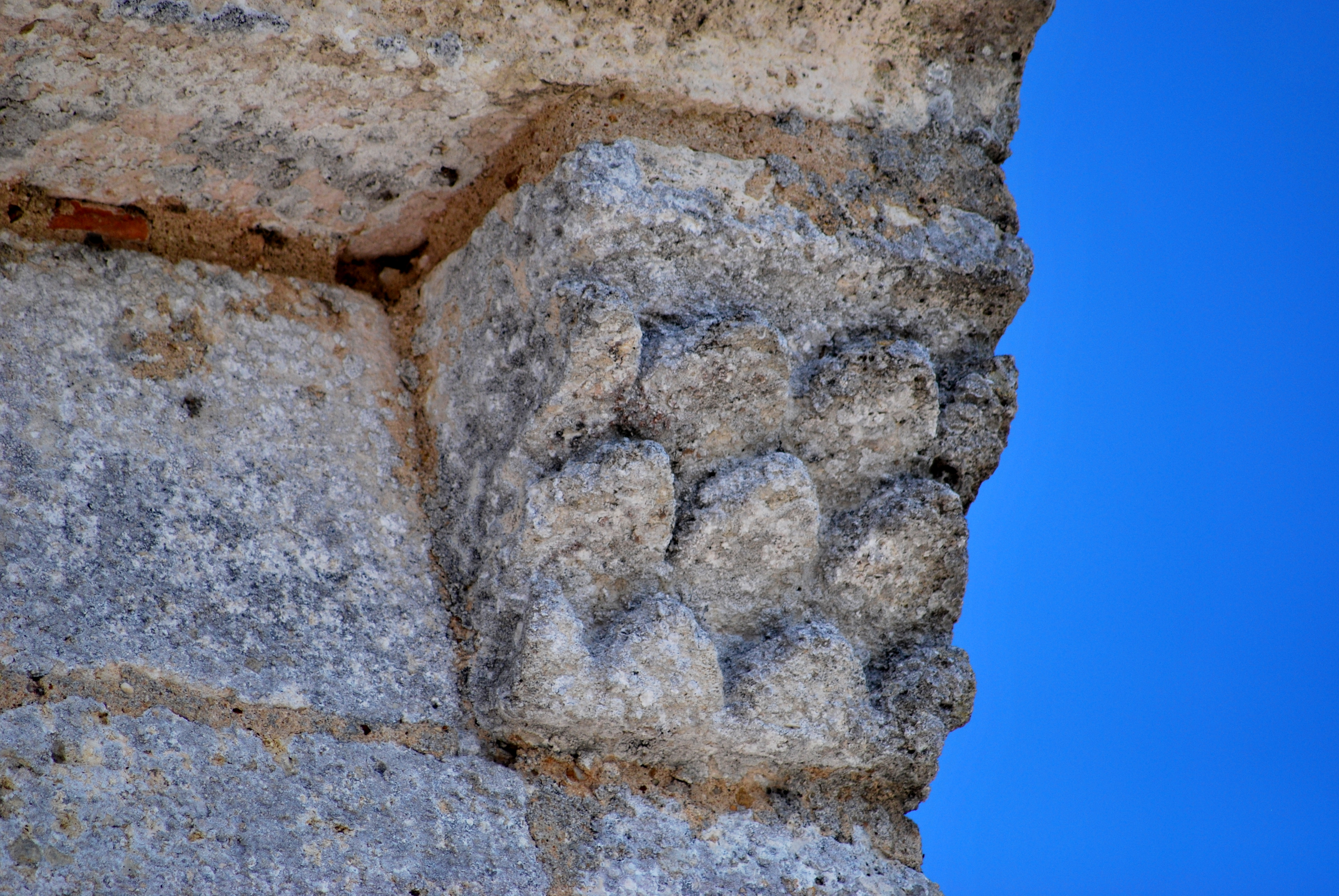